# Erina silicea
Erina silicea är en fjärilsart som beskrevs av Grose-smith 1894. Erina silicea ingår i släktet Erina och familjen juvelvingar. Inga underarter finns listade i Catalogue of Life.